# Texas Chainsaw Massacre (película de 2022)
Texas Chainsaw Massacre (La masacre de Texas en Hispanoamérica, La matanza de Texas en España) es una película de terror del subgénero slasher dirigida por David Blue García con el guion de Chris Thomas Devlin, con una historia coescrita por Fede Álvarez y jaciel murillo , se trata de la novena entrega de la franquicia The Texas Chainsaw Massacre, siendo a su vez la segunda secuela alternativa de The Texas Chain Saw Massacre lanzada en 1974. El proyecto es una producción colaborada entre Legendary Entertainment, Bad Hombre y Exurbia Films. La entrega está protagonizada por Sarah Yarkin, Elsie Fisher, Mark Burnham, Alice Krige y Olwen Fouéré. La entrega se enfoca en un Leatherface envejecido.
Después del lanzamiento de Leatherface en el 2017, la compañía de Lionsgate tenían planeado hacer un total de cinco secuelas futuras para la franquicia, sin embargo, debido al tiempo en que la película tardó en lanzarse, el estudio perdió los derechos. Al año siguiente, en 2018, Legendary adquirió los derechos de la franquicia, con Álverez y Sayagues como productores, junto a Pat Cassidy, Ian Henkel y Kim Henkel quien coescribió la película original. El dúo de cineastas Ryan y Andy Tohill fueron asignados inicialmente para dirigir la entrega, pero fueron reemplazados por García debido a diferencias creativas. Su rodaje comenzó en agosto de 2020 en Bulgaria.
Cabe destacar debido a que Lionsgate perdió los derechos de la franquicia y que posteriormente fueron adquiridos a Legendary Pictures; esta entrega es otro reinicio alternativo de la saga y por lo tanto no tiene conexiones respecto a la cronología de Texas Chainsaw 3D lanzado en el 2013 y la precuela del 2017, Leatherface.
La película se estrenó el 18 de febrero de 2022 en la plataforma Netflix y recibió críticas positivas por las actuaciones y las muertes y tanto negativas por su guion, falta de suspenso y su corta duración. La película fue comparada desfavorablemente con la película de Halloween de David Gordon Green.

## Sinopsis
Han pasado 50 años después de los eventos de la masacre de 1973. En 2023, Melody es una mujer que trabaja como productora de dinero de San Francisco, que hará un viaje de negocios hacia Texas, donde será acompañada por su hermana Lila y sus amigos cercanos. Cuando el grupo van a las carreteras desiertas de Texas, deberán buscar la manera de sobrevivir para no ser asesinados por un envejecido Leatherface, que además de eso, Sally Hardesty regresa para vengarse de la muerte de sus amigos.

## Argumento
Han pasado 50 años después de la matanza de Leatherface en 1973, los empresarios Melody y Dante, la hermana de Melody, Lila, y la novia de Dante, Ruth, viajan a la remota ciudad tejana de Harlow. La ciudad lleva mucho tiempo abandonada y el grupo planea subastar las propiedades para crear una zona de moda y muy gentrificada. El mecánico local Richter trabaja, a regañadientes, con el grupo como contratista y con frecuencia choca con Dante por sus planes para la ciudad. Mientras inspeccionan un antiguo orfanato, Melody y Dante se sorprenden al descubrir que todavía está ocupado por la Sra. Mc. Al invitar a la pareja a tomar el té, la Sra. Mc afirma que tiene los documentos que prueban que todavía es propietaria, a pesar de que Melody y Dante afirman que el banco la ha desalojado. Estalla una discusión, brevemente interrumpida por el otro ocupante del orfanato; un hombre mayor silencioso e imponente, aparente hijo de la Sra. Mc.
La Sra. Mc se descompensa y es llevada de urgencia al hospital, acompañada por Ruth y el misterioso hombre. La inversora Catherine y un grupo de compradores potenciales llegan a Harlow en un gran autobús que distrae a Dante y Melody. Lila entabla amistad con Richter y revela que fue una sobreviviente de un tiroteo en la escuela, dejándola aterrorizada por las armas. Mientras tanto, la Sra. Mc muere de camino al hospital. Mientras Ruth le envía un mensaje de texto a Melody sobre la situación, el hombre mayor de repente se vuelve loco y asesina a los oficiales que conducían la ambulancia. La ambulancia choca y cuando Ruth se despierta, ve al hombre, que se revela como Leatherface, cortando la cara de la Sra. Mc para usarla como máscara. Ruth logra pedir ayuda por radio antes de ser asesinada por Leatherface, quien luego regresa a Harlow. Durante una subasta de propiedades, Melody encuentra los mensajes de texto de Ruth sobre la muerte de la Sra. Mc y se prepara para irse con Lila. Richter los escucha hablar sobre su muerte y confisca las llaves, acordando devolverlas una vez que muestren pruebas de que la casa de la Sra. Mc era propiedad suya. Al descubrir que no tienen los papeles que demuestren que son dueños del orfanato; Melody y Dante regresan al orfanato para encontrarlos.
Sally Hardesty, la única sobreviviente de la ola de asesinatos anterior y ahora una guardabosques endurecida por la batalla, se entera del ataque de Ruth y se dirige a investigar. En el orfanato, Melody descubre los papeles y se da cuenta de que la Sra. Mc tenía razón y que la desalojaron injustamente de su casa. Leatherface regresa al orfanato y ataca a Dante, mutilándolo. Al presenciar esto, Melody se esconde mientras Leatherface recupera su motosierra de la pared de su dormitorio. Sally llega al lugar del accidente de la ambulancia y encuentra los cadáveres de Ruth y del oficial antes de encontrar el cuerpo desollado de la Sra. Mc. Convencida de que Leatherface ha vuelto, Sally se dirige a Harlow. Una tormenta golpea la ciudad cuando cae la noche, Catherine y Lila se suben al autobús con los compradores. Dante logra salir del orfanato donde Richter y Catherine lo descubren antes de morir desangrado. Richter ingresa al orfanato donde es atacado y asesinado por Leatherface. Melody logra recuperar las llaves del auto y del autobús de su cuerpo antes de huir de la casa, reunirse con Lila y ser perseguida por Leatherface con una motosierra.
Leatherface sabotea el autobús cuando intenta alejarse y aborda antes de masacrar a Catherine y los otros compradores. Melody y Lila escapan de la carnicería y se encuentran con Sally, quien las encierra en su auto antes de ingresar al orfanato para finalmente enfrentarse a Leatherface. Ella sostiene a Leatherface a punta de pistola y le exige que recuerde el dolor que le infligió a ella y a sus amigos, pero se encuentra con el silencio antes de que Leatherface se aleje. Leatherface ataca a las hermanas en el auto, pero Sally las salva y le dispara. Sally le da a Melody las llaves para que se vaya antes de perseguir a Leatherface. Leatherface embosca y hiere fatalmente a Sally. Melody golpea a Leatherface con el auto de Sally antes de estrellarse contra un edificio cercano. Melody se disculpa por lo que le hizo a la Sra. Mc, pero Leatherface se acerca para atacar. Sally las salva a ella y a Lila disparando a Leatherface.
Lila toma la escopeta de Sally y persigue a Leatherface hasta un edificio abandonado donde es emboscada y atacada. Melody llega y toma la motosierra de Leatherface antes de usarla para, aparentemente, matarlo. La pareja escapa y comienza a alejarse cuando amanece. Leatherface emerge, aún con vida, y arrastra a Melody fuera del auto antes de decapitarla con su motosierra. Lila observa horrorizada cómo el auto sin conductor la saca de Harlow. Leatherface baila en la calle con su motosierra y la cabeza de Melody, (la hermana de Lila).
Una escena posterior a los créditos muestra a Leatherface dirigiéndose a la casa donde tuvo lugar su masacre original.

## Reparto
- Mark Burnham como Leatherface: un asesino en serie quien se caracteriza por su enorme forma corporal, sin embargo, ya no es tan corpulento e incluso puede que sea un poco obeso. Leatherface fue interpretado originalmente por Gunnar Hansen, pero debido a su deceso en el 2015 se vio en la búsqueda de un nuevo actor.
- Sarah Yarkin como Melody: una mujer que trabaja como productora de dinero en San Francisco y quien se lleva a su hermana menor con ella hacia Texas para un viaje de negocios debido a que teme dejarla sola en la ciudad.
- Elsie Fisher como Lila: la hermana menor de Melody, es una fotógrafa aficionada quien anteriormente sobrevivió a un tiroteo en la escuela, que la dejó con una lesión traumática.
- Nell Hudson como Ruth: la novia de Dante, también amiga cercana de Melody y Lila.
- Olwen Fouéré como Sally Hardesty: la única sobreviviente de la primera película. Sally fue interpretada originalmente por Marilyn Burns, pero debido a su deceso en el 2014, dio resultado una búsqueda a una nueva actriz para interpretarla.
- Alice Krige como Virginia "Ginny" McCumber: la figura materna de Leatherface en esta entrega y la dueña del orfanato donde este actualmente residía.
- Jacob Latimore como Dante: un amigo cercano de Lila y Melody.
- Jessica Allain como Catherine: una inversionista.
- Moe Dunford como Richter.
- Sam Douglas como Herb.
- William Hope como el comisario Hathaway.
- Jolyon Coy

## Producción

### Desarrollo
Después del lanzamiento de Leatherface, los productores de esta adquirieron los derechos de propiedad para hacer un total de 5 entregas futuras para la franquicia, en abril de 2015, la productora Christa Campbell afirmó que el destino de las películas potenciales de esta saga, dependería en gran medida de la evaluación financiera y las reacciones percibidas de la base de fanes con respecto a la precuela de 2017.
Sin embargo, el 26 de diciembre de 2017 el sitio web Bloody Disgusting informó que Christa Campbell y Millenium Films habían perdido los derechos de la saga. Un fan en Twitter le pregunto a Campbell sí habría una secuela para la película del 2017, ella respondió: "Me encanto esta pelicula y estoy muy orgullosa", agregó la productora "Desafortunadamente, debido al tiempo que tardo en lanzarse, lamentablemente hemos perdido los derechos... así que no... o al menos no producida por nosotros".. Esto significa que la serie The Texas Chainsaw Massacre se encuentra en espera de que una productora compre los derechos para continuar la saga o hacer un nuevo reinicio.

### Preproducción
El 24 de agosto de 2018, se confirma que Legendary Pictures ha adquirido los derechos de la franquicia, el estudio ya se encuentra preparando una nueva película además de una serie de televisión. El siguiente año, el 19 de septiembre fue revelado que Fede Álvarez (Evil Dead, Don't Breathe) será el productor de la próxima película. En noviembre de 2019, Deadline reportó que el recién llegado Chris Thomas Devlin será el encargado de escribir el guion del reboot que al parecer serviría como una secuela directa de la película de 1974.
En febrero del 2020, Ryan Tohill y Andy Tohill fueron anunciados para dirigir la siguiente entrega. La trama de la película se enfocará ahora en un Leatherface de 60 años, su historia girará en torno a las hermanas Melody y Dreama. El 24 de agosto de 2020, una semana después de dar inicio al rodaje de la entrega, los hermanos Tohill abandonaron sus puestos como directores y fueron reemplazados por David Blue García.

### Casting
En octubre de 2020, se anunció que la película estará protagonizada por Elsie Fisher junto a Sara Yarkin, Moe Dunford y Alice Krige, también en su elenco están incluidos Jacob Latimore, Nell Hudson, Jessica Allain, Sam Douglas, William Hope y Jolyon Coy. En marzo de 2021, se reveló que Mark Burnham ha sido escogido para interpretar a Leatherface, papel interpretado originalmente por Gunnar Hansen, mientras que Olwen Fouéré tomará el papel de Sally Hardesty, papel interpretado originalmente por Marilyn Burns.

### Rodaje
La fotografía principal comenzó el 17 de agosto de 2020 en Bulgaria. Sin embargo, después de que el estudio presentó desacuerdos con lo que se filmó, se despidió a Ryan y Andy Tohill como directores. David Blue García fue contratado para reemplazarlos como director. El metraje ya filmado por los hermanos Tohill no se utilizaría, por lo que con García, se comezaría nuevamente con el rodaje.

### Posproducción
Para marzo de 2021, Álvarez anunció que la producción se había completado, al tiempo que confirmó que la película se centraría en un Leatherface de mayor edad. El cineasta reveló que la producción adoptó un enfoque de la vieja escuela para la realización de películas, destacando lentes antiguos y efectos prácticos utilizados para la representación gore del proyecto.
En abril de 2021, la película se tituló oficialmente Texas Chainsaw Massacre. En un momento se creyó que el título había sido cambiado a Texas Chainsaw Begins, pero el guionista Chris Thomas Devlin desmitió el hecho.
En mayo de 2021, se informó que después de las proyecciones de prueba, la reacción de la audiencia fue generalmente negativa. Sin embargo, en agosto, Álvarez declaró que el puntaje general de la audiencia fue mayormente positivo, al tiempo que enfatizó que la película sigue siendo respetuosa con el legado de la primera película.
En agosto de 2021, se anunció que Colin Stetson se desempeñará como compositor de la banda sonora de la entrega.

## Lanzamiento
En octubre de 2020, Legendary Pictures lanzó el sitio web oficial de la película. La página incluye un póster en movimiento y una oferta por tiempo limitado para un contenido descargable "Calling Card" para los videojuegos Call of Duty: Warzone y Call of Duty: Modern Warfare.
En el póster teaser presentado en el sitio web oficial, se indica que la película se estrenará en algún momento de 2021. Sin embargo, ni Legendary Pictures y ningún otro estudio o distribuidor ha fijado una fecha de estreno exacta.
El 3 de diciembre de 2021, se reveló en Netflix que la película sería estrenada el 18 de febrero de 2022.

## Recepción
En el sitio web del agregador de reseñas Rotten Tomatoes, el 31% de las reseñas de 19 críticos son positivas, con una calificación promedio de 4.7/10. Metacritic, que utiliza un promedio ponderado, asignó a la película una puntuación de 36 sobre 100 basada en 14 críticos, lo que indica "críticas generalmente desfavorables".

## Secuela
Tras el estreno de la película, el director David Blue García expresó su interés en participar en una secuela, en caso de que Legendary Entertainment decidiera seguir adelante con una.
El 17 de julio de 2024, una secuela titulada Texas Chainsaw Legacy fue filtrada y se encuentra en desarrollo.